# Косака (посёлок)
Косака (яп. 小坂町 Косака-мати) — посёлок в Японии, находящийся в уезде Кадзуно префектуры Акита. Площадь посёлка составляет 201,95 км², население — 5633 человека (1 августа 2014), плотность населения — 27,89 чел./км².

## Географическое положение
Посёлок расположен на острове Хонсю в префектуре Акита региона Тохоку. С ним граничат города Одатэ, Кадзуно, Хиракава, Товада.
Рядом с Косакой находится гора Сиродзи, кратерное  озеро Товада.

## Население
Население посёлка составляет 5633 человека (1 августа 2014), а плотность — 27,89 чел./км². Изменение численности населения с 1980 по 2005 годы:
| 1980 | 10 526 чел. |  |
| 1985 | 9728 чел.   |  |
| 1990 | 8035 чел.   |  |
| 1995 | 7703 чел.   |  |
| 2000 | 7171 чел.   |  |
| 2005 | 6824 чел.   |  |

## Символика
Деревом посёлка считается Prunus sargentii, цветком — цветок акации, рыбой — нерка.